# Elitloppet
Solvallas internationella elitlopp, eller i dagligt tal enbart Elitloppet, är Sveriges och en av världens största och mest prestigefyllda travtävlingar. Det är ett Grupp 1-lopp, det vill säga ett lopp av högsta internationella klass. Elitloppet avgörs alltid sista söndagen i maj på Solvalla. Första upplagan avgjordes 1952.

## Upplägg och genomförande
Elitloppet är ett inbjudningslopp och varje år bjuder man in 16 hästar som utmärkt sig. Sedan några år körs det även lopp där vinnaren blir direktkvalificerad till Elitloppet. Hästarna lottas in i två kvalheat, och de fyra bästa i varje försök går vidare till finalen, som sker 2–3 timmar senare samma dag. Ju bättre placering i kvalheatet, desto tidigare får hästens tränare välja startspår inför finalen. Samtliga tre lopp travas sedan 1965 över sprinterdistansen 1 609 meter (engelska milen) med autostart (bilstart). Inför 2022 års upplaga av Elitloppet höjdes förstapriset till 5 miljoner kronor, och blir därmed världens mest penningstinna sulkylopp. De första fyra upplagorna (1952–1955) hade 30 000 kronor i förstapris.

### Direktkvalificering
I följande lopp blir vinnaren direktkvalificerad till Elitloppet:
| Lopp                      | Bana     | Distans | Grupp   |
| ------------------------- | -------- | ------- | ------- |
| Paralympiatravet          | Åby      | 2 140 m | Grupp 1 |
| Finlandialoppet           | Vermo    | 1 620 m | Grupp 1 |
| Meadow Roads Lopp         | Solvalla | 1 640 m | -       |
| H.K.H. Prins Daniels Lopp | Gävle    | 1 609 m | Grupp 2 |

Åren 1963–1985 kördes ett tröstlopp, Elitloppet Consolation, för hästar som deltagit i försökslopp men inte lyckats kvala in till finalen.
Nytt sedan Elitloppet 2018 är att en kusk endast får köra en häst i ett kvalheat. Tidigare har samma kusk kunnat köra i båda försöken för att sedan välja häst i finalen. Samma kusk ska köra hästen i både försök och final. Ägare, tränare, skötare och uppfödare kan fortfarande ha fler deltagare.

### Andra lopp under Elitloppshelgen
Under Elitloppshelgen så körs det även V75-finaler, och V75-spel både lördag och söndag. Andra stora lopp under helgen är Harper Hanovers Lopp, Sweden Cup, Speedrace, Elitkampen, Fyraåringseliten, Treåringseliten, Fyraåringseliten för ston, Lady Snärts Lopp, Lärlingseliten och Montéeliten.

## Historik
Första upplagan av Elitloppet kördes 1952. Den gången bar tävlingen namnet Solvallas Jubileumslopp för att uppmärksamma Solvallas 25-årsdag som travbana. Den västtyska hästen Permit vann premiärloppet före svenska storhästen Frances Bulwark; det svenska stoet vann dock loppet året därpå med Sören Nordin i sulkyn. 1953 gavs tävlingen namnet Internationellt Elitlopp. Åren 1952–1958 och 1962–1964 var distansen 1 600 meter. Däremellan kördes loppet över långdistans, 3 200 meter 1959 och 2 700 meter 1960–1961.
De första åren tävlade främst svenska hästar. På 1960-talet kom de stora franska hästarna och formligen utklassade de svenska. Publiken fick se den legendariska Roquépine vinna två år i rad.
På 1970-talet kom de första svenska segrarna sedan 1953. Dart Hanover (vann även Prix d'Amérique) vann 1972 och den omåttligt populäre Ego Boy vann 1973. Vid 1973 års elitloppseger krävdes det skiljeheat för att separera svenske Ego Boy och amerikanska favoriten Flower Child. Ego Boy travade i ett av försöken 1.13,8ak, vilket innebar nytt Europarekord.
1988 kom amerikanen Mack Lobell till Sverige och vann överlägset. 1994 vann Copiad och Erik Berglöf efter en fantastisk duell mot Pine Chip från USA där den senare fick ge sig till slut och dessutom galopperade på upploppet. Copiad vann även året efter. Varenne, den stora italienska giganten som vann allt, bärgade segrarna 2001 och 2002. 

### Kontroverser
I Elitloppet 2006 var Jag de Bellouet först i mål men diskvalificerades senare för dopning. Även tvåan i mål diskvalificerades för dopning, varför Conny Nobell tilldömdes segern. I Elitloppet 2016 fälldes trean i mål Un Mec d'Héripré (tränad av Fabrice Souloy) för dopning med ämnet kobolt. I oktober 2020 framkom det att Propulsion inte varit startberättigad i Sverige, då han nervsnittats innan han importerades till Sverige 2015. Det innebar att Propulsions 45 starter i Sverige ogiltigförklarades, resultatlistorna korrigerades och prispengarna återkrävdes, bland annat segern i Elitloppet 2020.

## Segrare
| År   | Häst            | Kusk                 | Tränare              | Land         | Odds  | Tid     | Tvåa                        | Trea                              |
| ---- | --------------- | -------------------- | -------------------- | ------------ | ----- | ------- | --------------------------- | --------------------------------- |
| 1952 | Permit          | Walter Heitmann      | Walter Heitmann      | Västtyskland | 2,16  | 1.17,3  | Frances Bulwark             | Rollo                             |
| 1953 | Frances Bulwark | Sören Nordin         | Sören Nordin         | Sverige      | 2,25  | 1.20,6  | Scotch Thistle              | Permit                            |
| 1954 | Carné           | Olle Persson         | Olle Persson         | Sverige      | 8,65  | 1.18,7  | Frances Bulwark             | Ejadon                            |
| 1955 | Gutemberg A.    | A. Alain Deheegher   | A. Alain Deheegher   | Frankrike    | 9,85  | 1.18,9  | Codex                       | Gay Noon                          |
| 1956 | Gelinotte       | Charlie Mills        | Charlie Mills        | Frankrike    | 1,24  | 1.16,7  | Frances Bulwark             | Olga Pluto                        |
| 1957 | Gelinotte       | Charlie Mills        | Charlie Mills        | Frankrike    | 1,67  | 1.16,8  | Cornet                      | Cirano                            |
| 1958 | Io d'Amour      | Gerhard Krüger       | Gerhard Krüger       | Västtyskland | 1,25  | 1.18,4  | Tornado                     | Gibs Bulwark                      |
| 1959 | Jamin           | Jean Riaud           | Jean Riaud           | Frankrike    | 1,21  | 1.21,1  | Icare IV                    | Adept                             |
| 1960 | Honoré II       | Raoul Simonard       | Raoul Simonard       | Frankrike    | 21,04 | 1.19,1  | Kaid D.                     | Harios II                         |
| 1961 | Kracovie        | Roger Vercruysse     | Roger Vercruysse     | Frankrike    | 3,34  | 1.20,3  | Adept                       | Gibs Bulwark                      |
| 1962 | Eidelstedter    | Johannes Frömming    | Johannes Frömming    | Västtyskland | 4,65  | 1.17,4  | Brogue Hanover              | Quick Song                        |
| 1963 | Ozo             | Roger Massue         | Roger Massue         | Frankrike    | 1,31  | 1.16,5  | Adept                       | Julienne                          |
| 1964 | Pack Hanover    | Sergio Brighenti     | Sergio Brighenti     | Italien      | 4,39  | 1.15,4  | Ozo                         | Nixon II                          |
| 1965 | Elma            | Johannes Frömming    | Jonel Chyriakos      | USA          | 1,42  | 1.16,5  | Elaine Rodney               | Behave                            |
| 1966 | Roquépine       | Jean-René Gougeon    | Henri Levesque       | Frankrike    | 3,24  | 1.15,3  | Quioco                      | Cheer Honey                       |
| 1967 | Roquépine       | Henri Levesque       | Henri Levesque       | Frankrike    | 1,38  | 1.15,1  | Spin Speed                  | Lansing Hanover                   |
| 1968 | Eileen Eden     | Johannes Frömming    | Johannes Frömming    | Italien      | 1,30  | 1.15,8  | Seigneur                    | Kentucky Fibber                   |
| 1969 | Fresh Yankee    | Joe O'Brien          | Joe O'Brien          | Kanada       | 2,67  | 1.15,8  | Tony M.                     | Kentucky Fibber                   |
| 1970 | Eileen Eden     | Johannes Frömming    | Johannes Frömming    | Italien      | 21,12 | 1.15,5  | Fresh Yankee                | Uhlan II                          |
| 1971 | Tidalium Pelo   | Jean Mary            | Roger Lemarié        | Frankrike    | 1,80  | 1.14,7  | Dart Hanover                | Une de Mai                        |
| 1972 | Dart Hanover    | Berndt Lindstedt     | Berndt Lindstedt     | Sverige      | 1,27  | 1.15,3  | Lyon                        | Big Elma                          |
| 1973 | Ego Boy         | Ingemar Olofsson     | Ingemar Olofsson     | Sverige      | 2,03  | 1.13,8  | Flower Child                | Lightning Larry                   |
| 1974 | Timothy T.      | Giancarlo Baldi      | Giancarlo Baldi      | Italien      | 2,70  | 1.15,7  | Amyot                       | Equileo                           |
| 1975 | Timothy T.      | Giancarlo Baldi      | Giancarlo Baldi      | Italien      | 2,81  | 1.17,2  | Quick Work                  | Dimitria                          |
| 1976 | Dimitria        | Léopold Verroken     | Léopold Verroken     | Frankrike    | 2,47  | 1.15,8  | Duke Iran                   | Clissa                            |
| 1977 | Eléazar         | Léopold Verroken     | Léopold Verroken     | Frankrike    | 3,55  | 1.16,0  | Wiretapper                  | Dauga                             |
| 1978 | Hadol du Vivier | Jean-René Gougeon    | Jean-René Gougeon    | Frankrike    | 2,56  | 1.14,0  | Eléazar                     | Duke Iran                         |
| 1979 | Pershing        | Berndt Lindstedt     | Berndt Lindstedt     | Sverige      | 1,71  | 1.13,7  | Hadol du Vivier             | Express Gaxe/ Madison Avenue (DH) |
| 1980 | Idéal du Gazeau | Eugène Lefèvre       | Eugène Lefèvre       | Frankrike    | 3,05  | 1.13,8  | My Nevele                   | Express Gaxe                      |
| 1981 | Jorky           | Léopold Verroken     | Léopold Verroken     | Frankrike    | 3,65  | 1.13,2  | Speedy Min                  | Pamir Brodde                      |
| 1982 | Idéal du Gazeau | Eugène Lefèvre       | Eugène Lefèvre       | Frankrike    | 2,06  | 1.13,2  | Dartster F.                 | Nino Blazing                      |
| 1983 | Ianthin         | Paul Delanoe         | Paul Delanoe         | Frankrike    | 4,15  | 1.13,2  | Spice Island                | Snack Bar                         |
| 1984 | The Onion       | Stig H. Johansson    | Stig H. Johansson    | Sverige      | 2,34  | 1.12,2  | Evita Broline               | Marcon Lep                        |
| 1985 | Meadow Road     | Torbjörn Jansson     | Torbjörn Jansson     | Sverige      | 5,72  | 1.11,6  | Rosalind's Guy              | Brandy Hanover                    |
| 1986 | Rex Rodney      | Kjell Håkonsen       | Kjell Håkonsen       | Norge        | 1,51  | 1.13,4  | Utah Bulwark                | Emile                             |
| 1987 | Utah Bulwark    | Stig H. Johansson    | Stig H. Johansson    | Sverige      | 6,31  | 1.12,1  | Pay Nibs                    | Callit                            |
| 1988 | Mack Lobell     | John Campbell        | Chuck Sylvester      | USA          | 1,52  | 1.11,3  | Sugarcane Hanover           | Napoletano                        |
| 1989 | Napoletano      | Stig H. Johansson    | Stig Engberg         | Sverige      | 1,57  | 1.12,8  | J.R. Broline                | Grades Singing                    |
| 1990 | Mack Lobell     | Thomas Nilsson       | John-Eric Magnusson  | Sverige      | 1,59  | 1.11,0  | Peace Corps                 | Florida Jewel                     |
| 1991 | Peace Corps     | Stig H. Johansson    | Stig H. Johansson    | Sverige      | 1,41  | 1.12,2  | Kit Lobell                  | Brendy                            |
| 1992 | Billyjojimbob   | Murray Brethour      | Mike Wade            | Kanada       | 2,40  | 1.11,8  | Meadow Prophet              | Sea Cove                          |
| 1993 | Sea Cove        | Joseph Verbeeck      | Harald Grendel       | Tyskland     | 2,51  | 1.11,9  | Nordin Hanover              | Park Avenue Kathy                 |
| 1994 | Copiad          | Erik Berglöf         | Erik Berglöf         | Sverige      | 2,38  | 1.11,8  | Abo Volo                    | Shan Rags                         |
| 1995 | Copiad          | Erik Berglöf         | Erik Berglöf         | Sverige      | 1,39  | 1.11,3  | Zoogin                      | Abo Volo                          |
| 1996 | Coktail Jet     | Jean-Étienne Dubois  | Jean-Étienne Dubois  | Frankrike    | 4,33  | 1.11,4  | Zoogin                      | Bicycle                           |
| 1997 | Gum Ball        | Stig H. Johansson    | Stig H. Johansson    | Sverige      | 4,95  | 1.12,3  | Wesgate Crown               | Frisky Frazer                     |
| 1998 | Moni Maker      | Wally Hennessey      | Jimmy W. Takter      | USA          | 2,20  | 1.10,6  | Georgia Limited             | Giant Touchdown                   |
| 1999 | Remington Crown | Joseph Verbeeck      | Jan Kruithof         | Frankrike    | 4,10  | 1.12,6  | Moni Maker                  | Goodtimes                         |
| 2000 | Victory Tilly   | Stig H. Johansson    | Stig H. Johansson    | Sverige      | 3,10  | 1.10,5  | Général du Pommeau          | Fan Idole                         |
| 2001 | Varenne         | Giampaolo Minnucci   | Jori Turja           | Italien      | 1,47  | 1.10,7  | Solar Effe                  | Victory Tilly                     |
| 2002 | Varenne         | Giampaolo Minnucci   | Jori Turja           | Italien      | 1,32  | 1.10,2  | HP Paque                    | Scarlet Knight                    |
| 2003 | From Above      | Örjan Kihlström      | Stefan Hultman       | Sverige      | 9,44  | 1.10,1  | Victory Tilly               | Scarlet Knight                    |
| 2004 | Gidde Palema    | Åke Svanstedt        | Åke Svanstedt        | Sverige      | 1,98  | 1.10,0  | Civil Action                | Steinlager                        |
| 2005 | Steinlager      | Per Oleg Midtfjeld   | Per Oleg Midtfjeld   | Norge        | 1,86  | 1.10,0  | Giant Superman              | Giant Diablo                      |
| 2006 | Conny Nobell    | Björn Goop           | Björn Goop           | Sverige      | 4,18  | 1.09,9  | Thai Tanic                  | Hot Shot Knick                    |
| 2007 | L'Amiral Mauzun | Jean-Michel Bazire   | Jean-Philippe Ducher | Frankrike    | 5,29  | 1.10,0  | Mr Muscleman                | Red Chili Pirat                   |
| 2008 | Exploit Caf     | Jean-Michel Bazire   | Fabrice Souloy       | Italien      | 1,78  | 1.09,8  | Oiseau de Feux              | Enough Talk                       |
| 2009 | Torvald Palema  | Åke Svanstedt        | Åke Svanstedt        | Sverige      | 4,86  | 1.10,4  | Jaded                       | Offshore Dream                    |
| 2010 | Iceland         | Johnny Takter        | Stefan Melander      | Sverige      | 8,92  | 1.10,5  | Torvald Palema              | Brioni                            |
| 2011 | Brioni          | Joakim Lövgren       | Joakim Lövgren       | Tyskland     | 27,06 | 1.10,5  | Rapide Lebel                | Rakas                             |
| 2012 | Commander Crowe | Christophe Martens   | Fabrice Souloy       | Sverige      | 3,01  | 1.10,4  | Arch Madness                | Classic Grand Cru                 |
| 2013 | Nahar           | Robert Bergh         | Robert Bergh         | Sverige      | 5,48  | 1.10,1  | Arch Madness                | Timoko                            |
| 2014 | Timoko          | Björn Goop           | Richard Westerink    | Frankrike    | 2,94  | 1.09,5  | Panne de Moteur             | Delicious U.S.                    |
| 2015 | Magic Tonight   | Örjan Kihlström      | Roger Walmann        | Sverige      | 4,35  | 1.10,1  | Mosaique Face               | Nuncio                            |
| 2016 | Nuncio          | Örjan Kihlström      | Stefan Melander      | Sverige      | 3,10  | 1.09,2  | Resolve                     | Timoko                            |
| 2017 | Timoko          | Björn Goop           | Richard Westerink    | Frankrike    | 30,89 | 1.09,0  | Resolve                     | Bold Eagle                        |
| 2018 | Ringostarr Treb | Wilhelm Paal         | Jerry Riordan        | Italien      | 3,47  | 1.09,0  | Nadal Broline               | Dreammoko                         |
| 2019 | Dijon           | Romain Derieux       | Romain Derieux       | Frankrike    | 27,78 | 1.10,3  | Aubrion du Gers             | Makethemark                       |
| 2020 | Cokstile        | Christoffer Eriksson | Rocco Spagnulo       | Italien      | 4,38  | 1.10,4  | Attraversiamo               | Sorbet                            |
| 2021 | Don Fanucci Zet | Örjan Kihlström      | Daniel Redén         | Sverige      | 3,79  | 1.08,9  | Vivid Wise As               | Gareth Boko                       |
| 2022 | Etonnant        | Anthony Barrier      | Richard Westerink    | Frankrike    | 10,18 | 1.09,3g | Hail Mary                   | Mister F Daag                     |
| 2023 | Hohneck         | Gabriele Gelormini   | Philippe Allaire     | Frankrike    | 7,69  | 1.08,9  | San Moteur / Go On Boy (DH) |                                   |
| 2024 | Horsy Dream     | Éric Raffin          | Pierre Belloche      | Frankrike    | 3,81  | 1.08,0  | Borups Victory              | Denver Gio                        |
| 2025 | Go On Boy       | Romain Derieux       | Romain Derieux       | Frankrike    | 3,35  | 1.08,4  | Don Fanucci Zet             | Hohneck                           |

Källa: 

## Rekord
Den kusk som deltagit i flest upplagor av Elitloppet är Stig H. Johansson, totalt 28 gånger (åren 1971, 1975–1978, 1981–1982, 1984–1991, 1993–2005). Han tog sig till final 24 av dessa 28 gånger. Med sex segrar (1984, 1987, 1989, 1991, 1997, 2000) är han även den kusk som vunnit loppet flest gånger. Charlie Mills är den kusk som haft högst segerprocent i loppet då han vunnit båda de upplagor han deltagit i (1956, 1957). Med segrarna med Magic Tonight (2015) och Nuncio (2016) blev Örjan Kihlström den första och hittills enda svenska kusk som vunnit Elitloppet två år i rad med olika hästar.
Xanthe är den häst som deltagit i loppet flest gånger, totalt sju år i rad åren 1965–1971. Han nådde som bäst en femteplats i finalen 1966 och en vinst i Elitloppet Consolation 1971. Tre hästar har tävlat i fem Elitloppsfinaler i rad. Nealy Lobell med Johnny Takter i sulkyn 1988–1992, franske Timoko 2013–2017, samt Propulsion 2016–2020.
Spring Erom deltog i Elitloppet för första gången 2017, då han var 12 år gammal och han är därmed den äldsta Elitloppsdebutanten någonsin samt den äldsta Elitloppsdeltagaren i modern tid.
I finalen av 2016 års upplaga vann Nuncio från utvändigt ledaren på tiden 1.09,2 aak, vilket var den dittills snabbaste segertiden någonsin i en Elitloppsfinal. Det tidigare rekordet låg på 1.09,5 aak, vilket Timoko travade från ledningen i 2014 års upplaga. Timoko tog tillbaka rekordet då han vann finalen 2017 på segertiden 1.09,0 aak (från ledningen), vilket sedan dess är den snabbaste segertiden någonsin i en Elitloppsfinal. I finalen 2018 tangerade vinnaren Ringostarr Treb rekordet 1.09,0. Rekordtiden slogs 2021, då Don Fanucci Zet segrade på tiden 1.08,9.
Nio hästar har vunnit loppet två gånger: Timoko, Varenne, Mack Lobell, Copiad, Idéal du Gazeau, Roquépine, Timothy T., Eileen Eden och Gelinotte. Timoko är den enda som tog sina dubbla segrar med över 2 års mellanrum.

### Segrare för land
- Sverige: 25
- Frankrike: 25
- Italien: 10
- Tyskland (Inklusive Västtyskland): 5
- USA: 3
- Norge: 2
- Kanada: 2

### Hästar med flest segrar
- 2 - Timoko (2014, 2017)
- 2 - Varenne (2001, 2002)
- 2 - Copiad (1994, 1995)
- 2 - Mack Lobell (1988, 1990)
- 2 - Idéal du Gazeau (1980, 1982)
- 2 - Timothy T. (1974, 1975)
- 2 - Eileen Eden (1968, 1970)
- 2 - Roquépine (1966, 1967)
- 2 - Gelinotte (1956, 1957)

### Kuskar med flest segrar
- 6 - Stig H. Johansson (1984, 1987, 1989, 1991, 1997, 2000)
- 4 - Johannes Frömming (1962, 1965, 1968, 1970)
- 4 - Örjan Kihlström (2003, 2015, 2016, 2021)
- 3 - Léopold Verroken (1976, 1977, 1981)
- 3 - Björn Goop (2006, 2014, 2017)

### Snabbaste segertider
Kort distans (1 600 - 1 609 m), autostart (1962-)
- 1.08,9 - Don Fanucci Zet (2021)

Kort distans (1 580 - 1 640 m), voltstart (1952-1958)
- 1.16,7 - Gelinotte (1956)

Lång distans (2 700 - 3 200 m), voltstart (1959-1961)
- 1.19,1 - Honoré II (1960)

## Bildgalleri

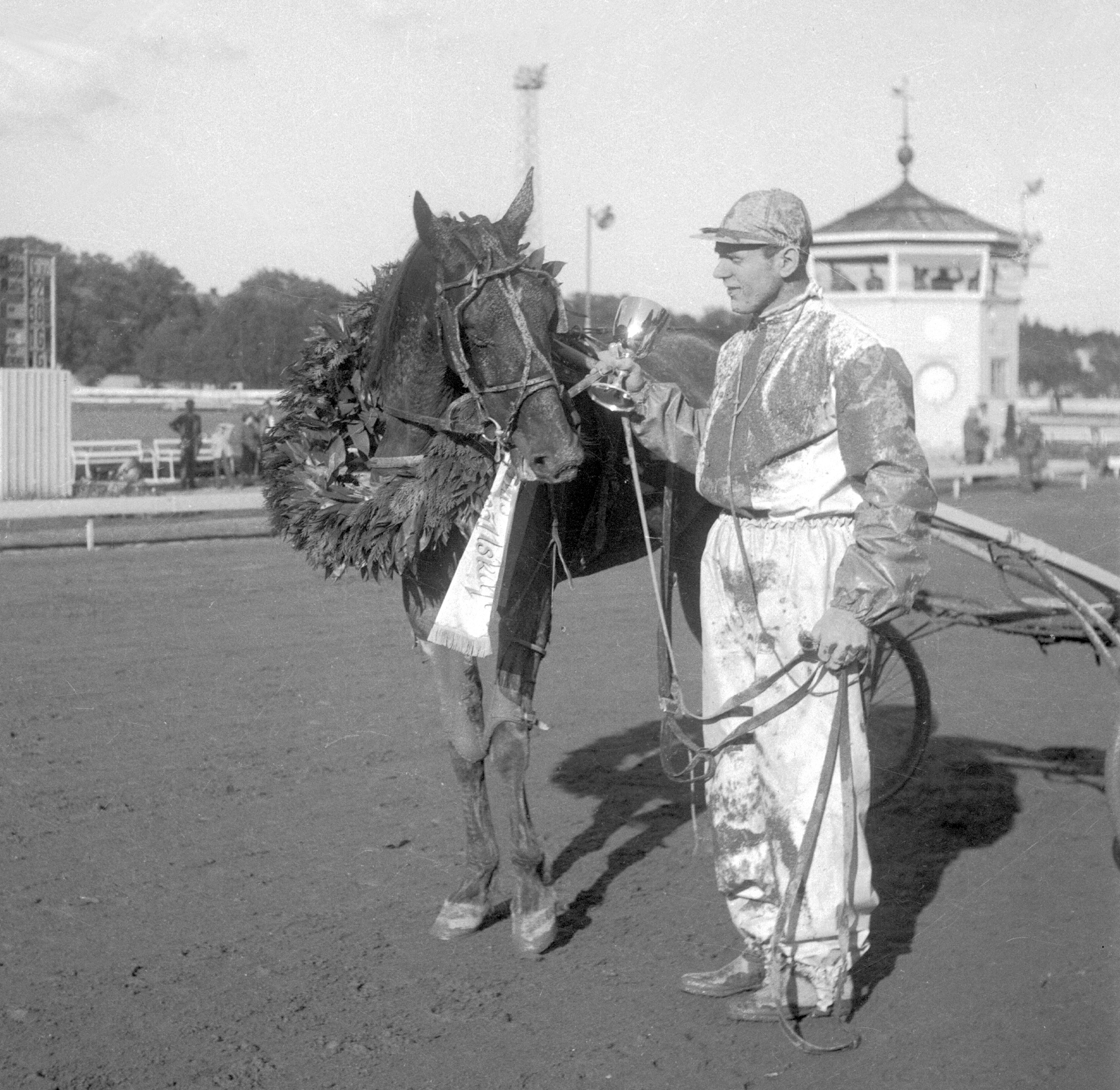
Frances Bulwark och Sören Nordin 1953.
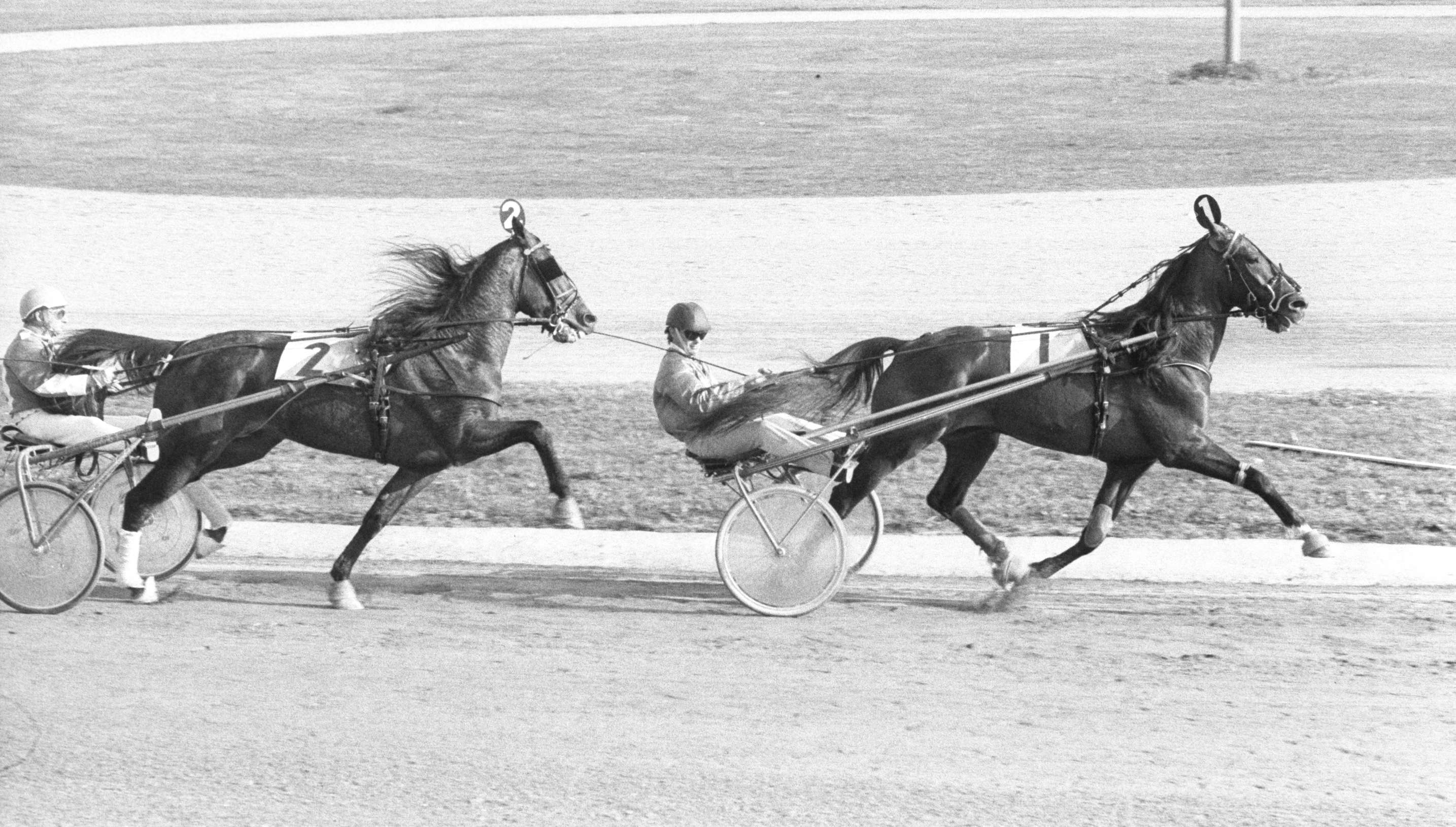
Ego Boy före Flower Child 1973.
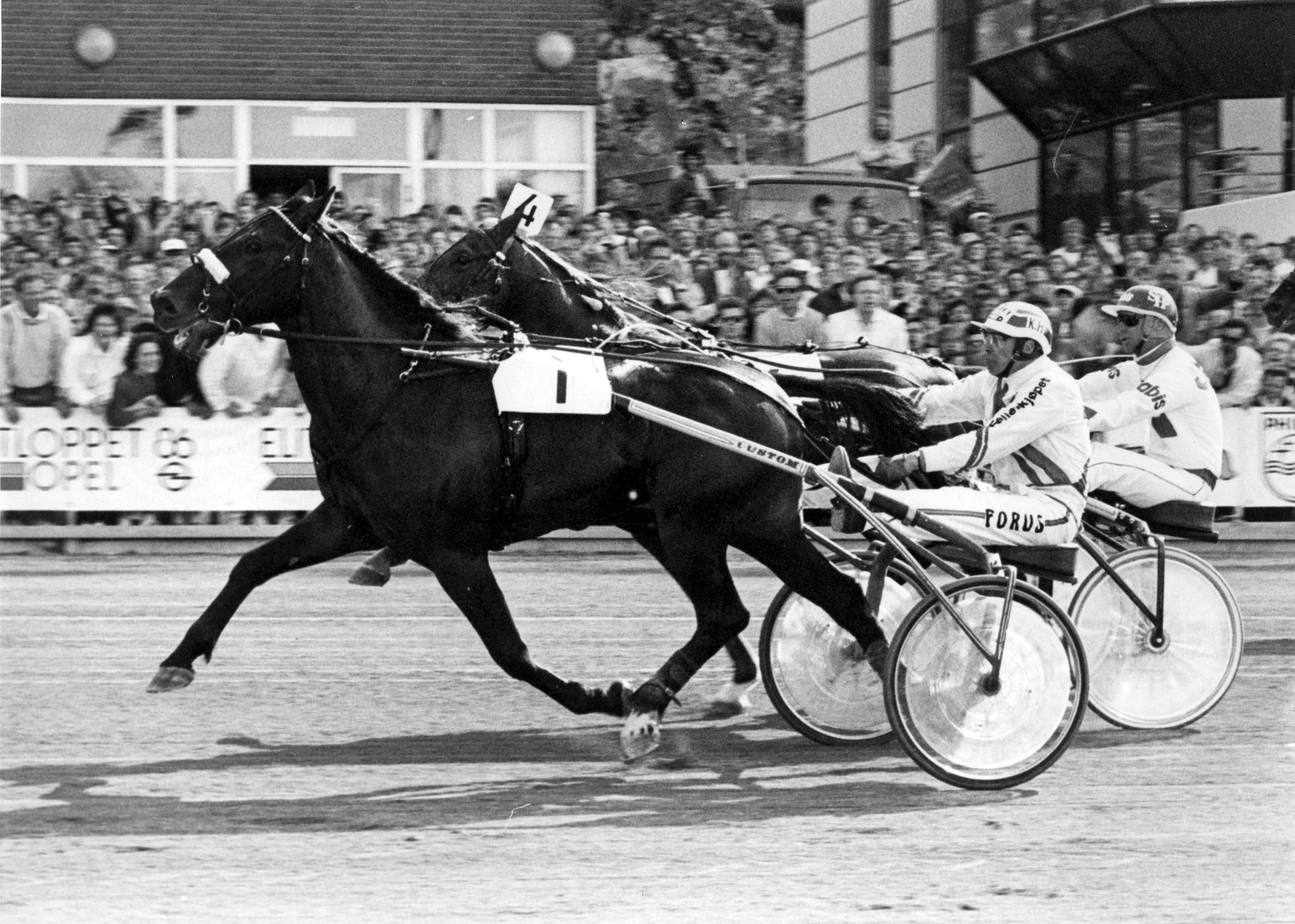
Rex Rodney vinner 1986.
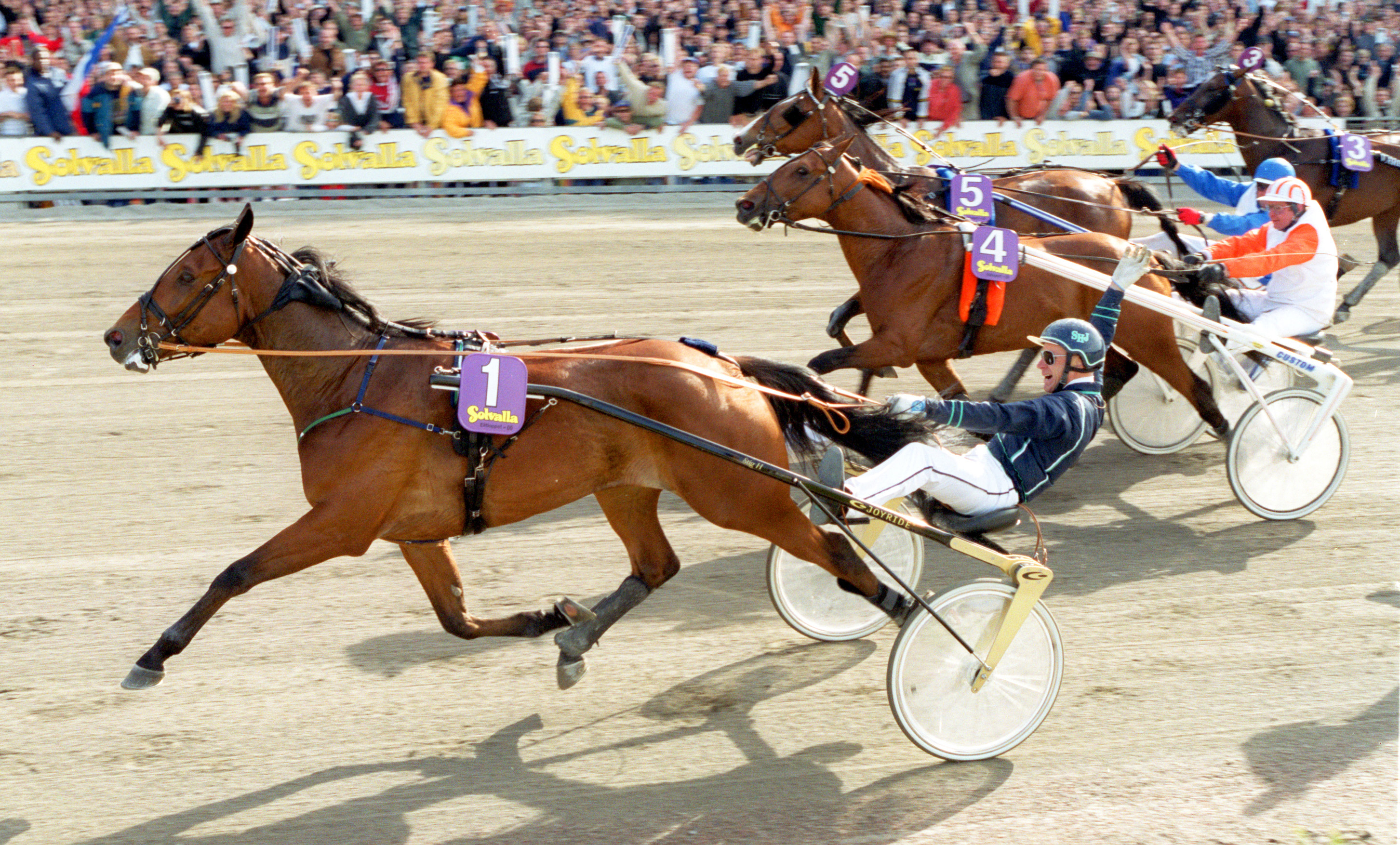
Stig H. Johansson och Victory Tilly 2000.
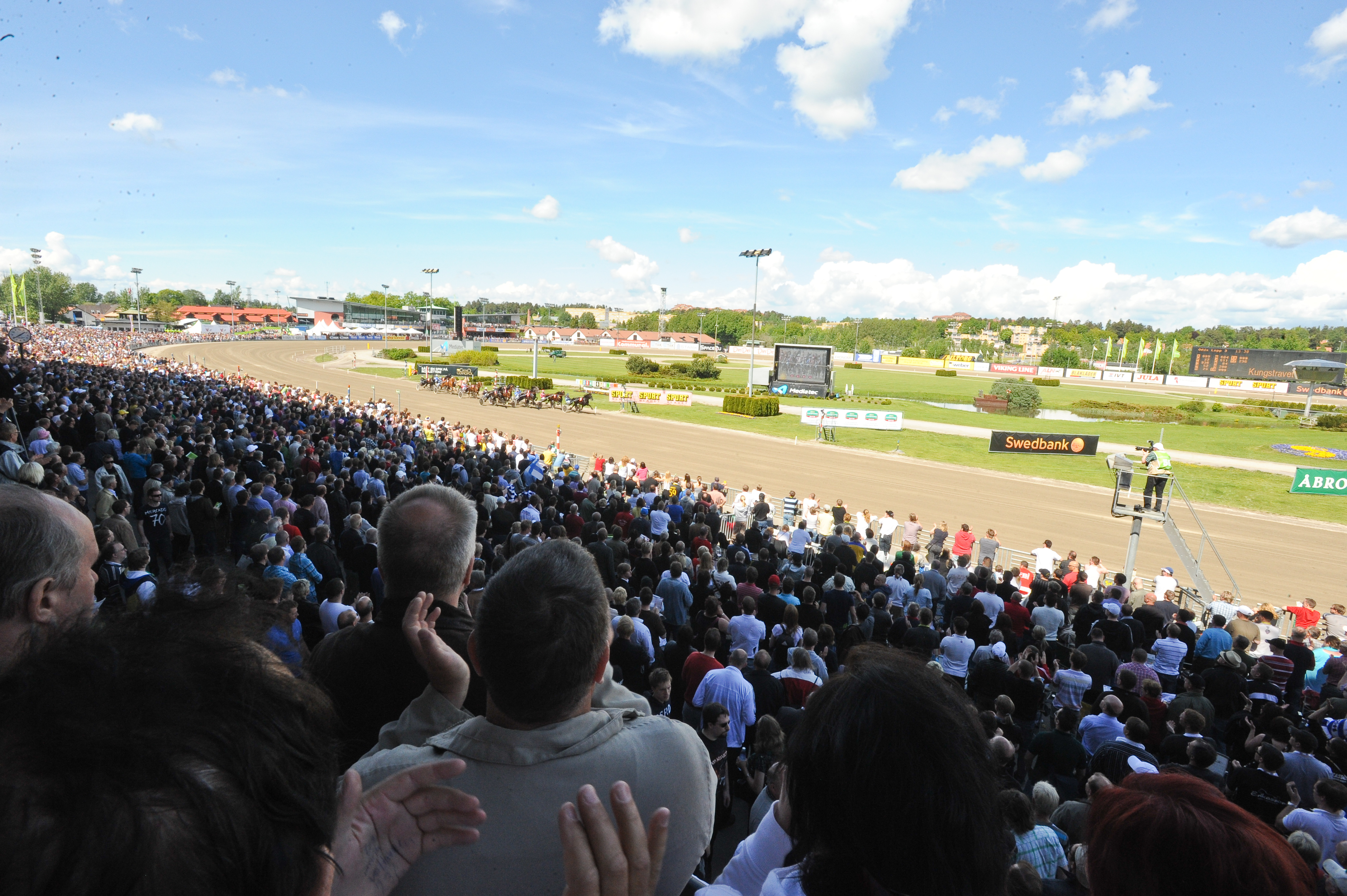
Under Elitloppet 2010.
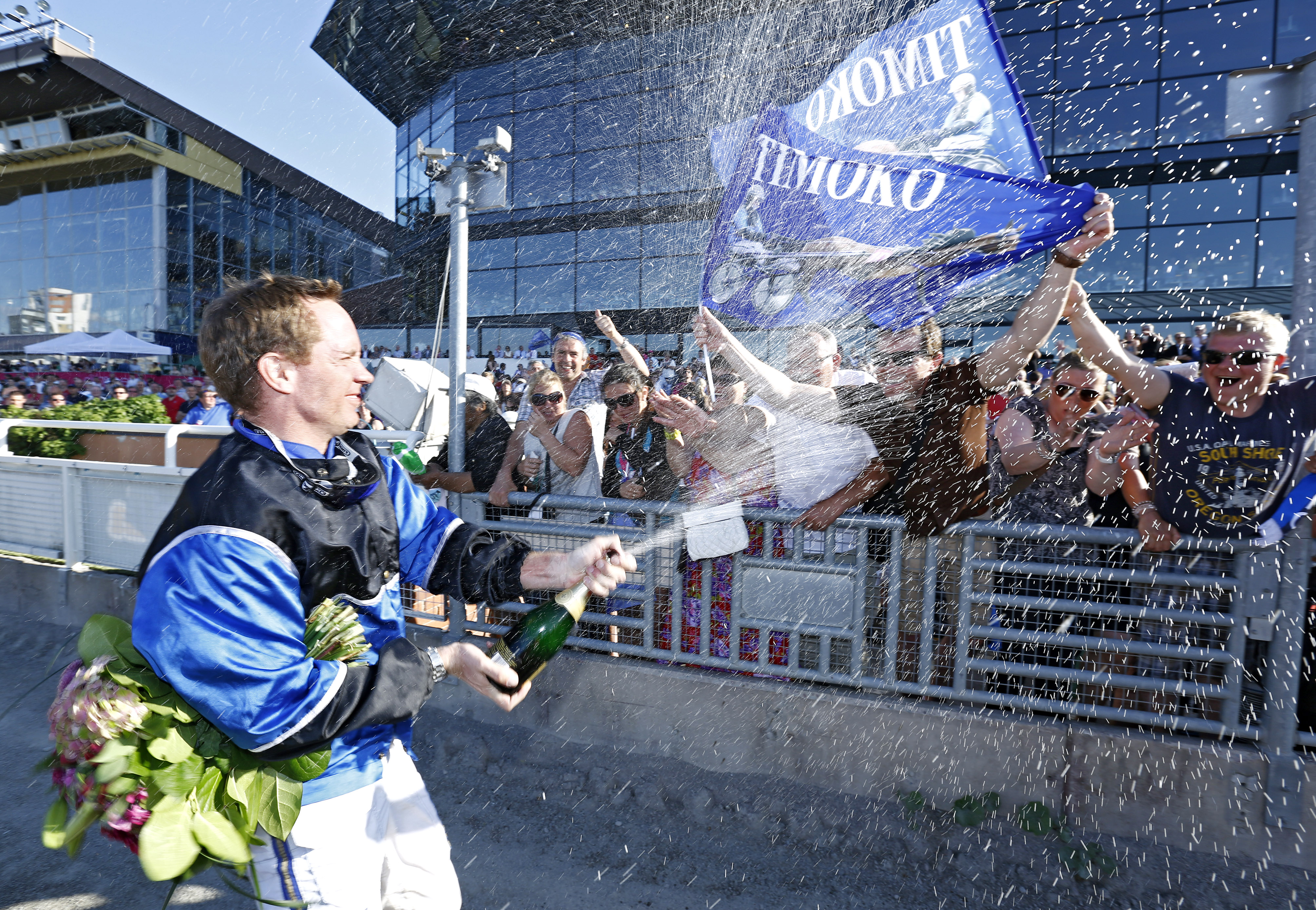
Björn Goop sprutar segerchampagne 2014.